# Nabeeld
Het nabeeld is het beeld dat het menselijk oog waarneemt, wanneer de blik eerst gericht wordt op een felgekleurd voorwerp, en vervolgens op een witte – of juist geheel zwarte – achtergrond.
De contouren en de grootte van het nabeeld zijn gelijk aan de contouren en grootte van het origineel. De kleur van het nabeeld is echter complementair met de kleur van het origineel. Bestaat het origineel bijvoorbeeld uit een groene cirkel en een geel vierkant, dan bestaat het nabeeld uit een magenta cirkel en een blauw vierkant. De complimentaire kleuren zijn: rood met cyaan (lichtblauw), geel met violet (donkerblauw) en groen met magenta (roze).

## Contrastzoom
Een nabeeld treedt ook op rondom een object (contrastzoom), vooral als men het object tegen een lichte achtergrond plaatst. Dit nabeeld is iets groter dan het origineel en wordt veroorzaakt doordat de ogen voortdurend kleine saccades maken, met een frequentie van ongeveer 50 saccades per seconde. Aldus kan de buitenste rand van het nabeeld worden waargenomen rondom het object

### De contrastzoom als verklaring van deaura
Waarnemers die zeggen dat ze paranormaal begaafd zijn, zeggen soms dat ze de aura rondom iemands gestalte kunnen zien (het 'stralingsveld' rondom het menselijk lichaam). In veel gevallen zien ze dan het entoptisch verschijnsel contrastzoom. Iedereen kan, mits de ideale visuele omstandigheden, de contrastzoom zien, wat wil zeggen dat vrijwel iedereen daarmee een dergelijke 'aura' kan zien. Menig persoon met veronderstelde paranormale begaafdheid zegt dat niet alleen het menselijk lichaam, maar zowat ieder object, een 'aura' uitstraalt. Het entoptisch verschijnsel contrastzoom kan rond ieder object worden waargenomen, zolang het object in kwestie qua visuele helderheid voldoende contrasteert met de achtergrond ervan.

## Oorzaak van het verschijnsel
Dat we licht kunnen waarnemen, wordt veroorzaakt door miljoenen lichtgevoelige cellen op het netvlies, de receptorcellen. Deze kunnen worden onderverdeeld in kegeltjes en staafjes. De kegeltjes zijn verantwoordelijk voor het kunnen zien van kleuren en worden onderverdeeld in drie soorten, naar het golflengtegebied (de kleur) waar ze het meest gevoelig voor zijn.
Er treedt een gewenningseffect op wanneer één soort kegeltjes gedurende langere tijd geprikkeld wordt (bijvoorbeeld door naar een groene cirkel te kijken). Wordt de blik vervolgens gericht op een witte achtergrond, dan slaat de balans door naar de complementaire kleur, in casu magenta. Dit komt omdat de lichtreceptoren vermoeid zijn geworden. Na het nabeeld volgt er een korte periode (nawerkingsperiode), in deze periode wordt er nieuw pigment aangemaakt.